# 59-я ракетная дивизия
59-я ракетная дивизия — ракетная дивизия, находившаяся в составе Ракетных войск стратегического назначения ВС Союза ССР, дислоцировалась в посёлке Солнечный (в 1992 году переименован в Локомотивный) Карталинского района Челябинской области.
Наименование ракетного соединения:
- действительное сокращённое — 59 рд;
- условное полное (сокращённое) —  Войсковая часть № 68547 (В/Ч 68547).

## История
Соединение сформировано в мае 1964 года в Карталы, Челябинской области как Карталинская оперативная группа, в апреле 1965 года переформирована в 59-ю ракетную дивизию.
Формирование первоначально находилась в составе 5-го отдельного ракетного корпуса, а с 1 июня 1965 года — 18-го отдельного ракетного корпуса.
В июне 1965 года в Карталы передислоцирован 419-й ракетный полк 41-й ракетной дивизии.
13 сентября 1965 года в Карталы передислоцирован 489-й ракетный полк 10-й ракетной дивизии.
В 1966 году в Карталы сформированы новые 225-й ракетный полк, 520-й ракетный полк и 496-й ракетный полк (2-го формирования).
В 1968 году в Карталы передислоцирован 797-й ракетный полк 27-й ракетной дивизии.
В апреле 1969 года в Карталы передислоцирован 601-й ракетный полк 42-й ракетной дивизии.
8 июня 1970 года дивизия вошла в состав 31-й РА.
В 1975 году при перевооружении на РК Р-36М число ШПУ 419-го ракетного полка было увеличено до 10.
15 июня 1975 года первая ПУ с Р-36М поставлена на боевое дежурство.
В 1980—1989 гг. дивизия была перевооружена на РК 36МУТТХ.
В 2001 году был снят с боевого дежурства и расформирован 797-й ракетный полк, за ним, в 2002 году, последовали 225-й и 601-й ракетные полки. В 2003 году расформированы 520-й и 496-й ракетные полки, а в 2004 году — 419-й ракетный полк и, наконец, в 2005 году — 489-й ракетный полк.
24 мая 2005 года дивизия расформирована. Её расформирование произошло по договору между Россией и США о сокращении стратегических вооружений. В конце июля 2005 года была взорвана последняя шахтная пусковая установка межконтинентальной баллистической ракеты РС-20 «Воевода» (по западной классификации — SS-18 «Satan» (рус. «Сатана»).

## Состав[4][5]

### В 1972 году
- управление
- 225-й ракетный полк с 6-ю ШПУ Р-36 (SS-9) — БРК-5;
- 419-й ракетный полк с 6-ю ШПУ Р-36 (SS-9) — БРК-1;
- 489-й ракетный полк с 6-ю ШПУ Р-36 (SS-9) — БРК-2;
- 496-й ракетный полк с 6-ю ШПУ Р-36 (SS-9) — БРК-3;
- 520-й ракетный полк с 6-ю ШПУ Р-36 (SS-9) — БРК-4;
- 601-й ракетный полк с 6-ю ШПУ Р-36 (SS-9) — БРК-7;
- 797-й ракетный полк с 6-ю ШПУ Р-36 (SS-9) — БРК-6.

### В 1985 году
- управление
- 419-й ракетный полк с 10-ю ШПУ Р-36МУТТХ (SS-18) — БРК-1;
- 489-й ракетный полк с 6-ю ШПУ Р-36МУТТХ (SS-18) — БРК-2;
- 496-й ракетный полк с 6-ю ШПУ Р-36МУТТХ (SS-18) — БРК-3;
- 520-й ракетный полк с 6-ю ШПУ Р-36МУТТХ (SS-18) — БРК-4;
- 225-й ракетный полк с 6-ю ШПУ Р-36МУТТХ (SS-18) — БРК-5;
- 797-й ракетный полк с 6-ю ШПУ Р-36МУТТХ (SS-18) — БРК-6;
- 601-й ракетный полк с 6-ю ШПУ Р-36МУТТХ (SS-18) — БРК-7.

### Части специальных войск и тыла
- 80-я отдельная вертолётная эскадрилья;
- ????-я ремонтно-техническая база;
- 3006-я техническая ракетная база;
- 631-й узел связи?.

68547"С"- БМБО" База тыла".

## Командование
- генерал-майор Харченко, Анатолий Тимофеевич 05.1964 — 03.1970;
- генерал-майор Ширшов, Василий Тимофеевич 03.1970 — 09.1972;
- генерал-майор Хлопячий, Ратмир Михайлович 09.1972 — 07.1976;
- генерал-майор Кондратьев, Владимир Александрович 07.1976 — 07.1982;
- генерал-майор Бобин, Геннадий Иванович 07.1982 — 09.1985;
- генерал-майор Меркулов, Юрий Александрович 09.1985 — 12.1987;
- генерал-майор Конарев, Александр Лаврентьевич 12.1987 — 11.1992;
- генерал-майор Алексеев, Виктор Петрович 11.1992 — 09.1994;
- генерал-майор Локотко, Анатолий Александрович 09.1994 — 11.1996;
- полковник Плакидин, Александр Валентинович 11.1996 — 04.1998;
- полковник Бондаренко, Сергей Васильевич 04.1998 — 05.2003;
- генерал-майор Коннов, Алексей Дмитриевич 08.2003 — 08.2004;
- ВРИД полковник Михолап, Леонид Александрович 2004—2005;
- Заместитель командира дивизии Яшин, Юрий Алексеевич 1966—1971.

## Вооружение
В различные годы на вооружении дивизии стояли ракетные комплексы:
- В 1966—1979 гг. — Р-36 (8К67)
- В 1979—1983 гг. — Р-36М (15А14)
- В 1979—2005 гг. — Р-36М УТТХ (15А18)